# Jeremy Young Hutchinson
Jeremy Young Hutchinson (Kansas City, 4 de março de 1974) é um ex-político e criminoso condenado. Republicano, serviu no Senado do Estado de Arkansas pelo Distrito 33 na capital Little Rock, Arkansas. Ele serviu na Câmara de Representantes do Arkansas em dois distritos diferentes no condado de Pulaski entre 2000 e 2007 e como senador estadual de 2011 até sua renúncia em 2018.